# Gerardo Cavallieri
Gerardo Cavallieri Grosso (nascido em 1942) é um ex-ciclista olímpico argentino, que nasceu na Itália. Cavallieri representou a equipe argentina na prova de corrida individual em estrada nos Jogos Olímpicos de Verão de 1968, em Cidade do México.